# Echeveria bifida
Echeveria bifida ist eine Pflanzenart aus der Gattung der Echeverien (Echeveria) in der Familie der Dickblattgewächse (Crassulaceae). Das Artepitheton bifida leitet sich von den lateinischen Worten bi für ‚zwei‘ sowie fidus für ‚geteilt‘ ab und verweist auf den häufig verzweigten Blütenstand der Art.

## Beschreibung
Echeveria bifida erreicht Wuchshöhen von bis zu 6 Zentimeter oder auch etwas mehr. Der für gewöhnlich unverzweigte Trieb hat einen Durchmesser von 1 bis 1,5 Zentimeter. Die Blattrosetten werden 6 bis 10, manchmal auch bis 20 Zentimeter im Durchmesser. Die lanzettlich bis rhombisch verkehrt lanzettlichen Blätter sind zugespitzt, besitzen ein aufgesetztes Spitzchen und sind grün bis purpurn gefärbt. Sie sind 4 bis 10 Zentimeter lang und 1 bis 2,5 Zentimeter breit. Die Blattoberseite ist konkav bis flach ausgebildet.
Der einzelne Blütenstand ist 3-ästig und bildet Wickel mit 6 bis 20 Einzelblüten. Der Blütenstiel wird 1 bis 4, manchmal auch bis 8 Millimeter lang. Die ausgebreiteten Kelchblätter werden bis 15 Millimeter lang. Die sind halbstielrund bis stielrund und ausgebreitet bis plötzlich zurückgebogen. Die unten rötlich oder gelbliche und oben rötliche Blütenkrone wird 12 bis 17 Millimeter lang und hat an der Basis einen Durchmesser von 9 bis 11 Millimeter und am Schlund von 4 Millimeter.
Die Chromosomenzahl beträgt 2n = 24.

## Verbreitung und Systematik
Echeveria bifida ist in dem mexikanischen Bundesstaat Hidalgo verbreitet.
Die Erstbeschreibung erfolgte 1839 durch Diederich Franz Leonhard von Schlechtendal. Synonyme sind Cotyledon bifida (Schltdl.) Hemsley, Echeveria bifurcata Rose, Echeveria erubescens E.Walther und Echeveria tenuifolia E.Walther.

## Nachweise